# Axel Wirtz
Axel-Georg Wirtz (* 23. Juni 1957 in Gressenich, heute Stolberg (Rheinland); † 13. Dezember 2024) war ein deutscher Politiker (CDU) und war von 1999 bis 2017 Mitglied des Landtages von Nordrhein-Westfalen.

## Berufliches und Privates
Nach Abschluss der Fachoberschule 1975 absolvierte Wirtz eine Ausbildung für den gehobenen nichttechnischen Dienst bei der Stadt Stolberg (Rhld.). Von 1981 bis 1999 war er Regierungsbeamter an der RWTH Aachen, zuletzt im Dezernat Akademische und Studentische Angelegenheiten.
Wirtz war Vater dreier Söhne.

## Politik
Wirtz war seit 1973 Mitglied in der CDU, zuvor war er bereits 1971 der Jungen Union beigetreten. Als Mitglied der CDU war er von 1988 bis 1999 Vorsitzender des CDU-Stadtverbandes Stolberg. Ab November 1999 war er Vorsitzender des CDU-Kreisverbandes Aachen. Wirtz gehörte ab 1984 dem Stadtrat von Stolberg an und war dort Vorsitzender des Schul- und Kulturausschusses. Ab 1994 war er Kreistagsabgeordneter im Kreistag des Kreises Aachen. Nachdem dieser 2009 in der Städteregion Aachen aufging, gehörte er dem Städteregionstag von Aachen an. Dort war er seit Januar 2018 Stellvertreter des Städteregionsrates Tim Grüttemeier. Wirtz war seit dem 4. Oktober 1999 für den Wahlkreis Aachen II (2010 in Aachen IV umbenannt) Landtagsabgeordneter im nordrhein-westfälischen Landtag. Den Landtagswahlkreis Aachen IV, den Wirtz 2005 und 2010 jeweils als Direktkandidat gewonnen hatte, verlor er bei der Landtagswahl in Nordrhein-Westfalen 2012 als Direktkandidat. Seit der Landtagswahl 2017 gehörte er dem Landtag nicht mehr an, weil sein Listenplatz 75 nicht zog. Seit Januar 2018 bis zu seinem Tod war er Erster stellvertretender Städteregionsrat. 